# Юнус-хан
Юнус-хан (бл. 1416 — 1487) — хан Могулістану в 1469—1487 роках.

## Життєпис

### Молоді роки
Походив з династії Чингізидів. Молодший син Увайс-хана, правителя Могулістану. У 1429 році після загибелі батька частина знаті висунуло його ханом у противагу Сатук-хану, залежному правителю Улугбека, правителя Мавераннахра. Боротьба тривала до 1434 року, коли Сатук-хана було вбито в Кашгарі.
Після цього було скликано курултай щодо обрання хана усього Могулістану, де Юнус-оглан став претендувати на владу на противагу молодшому братові Есен-Букі. Юнус-оглана підтримали племена баарін і чурас, а його брата дуглат. В результаті сутичок прихильники Юнус-оглана зазнали поразки, внаслідок чого разом з Юнусом вимушені були тікати в межі держави Тимуридів. Беки Іразан з племені баарін і Мірак Туркман з племені чурас разом з 30 000 родин (згідно «Бабур-наме» — 3-4 тис. родин) відвезли підлітка Юнуса до Самарканду, де правив амір Улугбеку. Прибулі, незважаючи на попередню домовленість, беки були за наказом Улугбека перебиті, а їх родини звернені на рабство, Юнусаз 5 часткою здобичі амір відправив до свого батька Шахруха в Герат. При дворі аміра Шахруха Юнус протягом 12 років здобув освіту в Гераті і Єзді під орудою історика Шараф-ад Діна Алі. 1448 року повернувся до Самарканду.

### Хан Могулістану
Близько 1456 року Султан Абу-Саїд, емір Мавераннахра і Хорасану, з військом відправив Юнуса проти його брата Есен Буги II, але Юнус у битві біля Кашгару зазнав поразки й втік до Самарканду. Емір Мавераннахра надав тому володіння Жетікент в Фергані. Лише після смерті брата у 1462 році Юнус зміг захопити північно-західну частину Моголістану з центром спочатку в Кашгарі. Втім його спроби повернути під владу хана казахських беків виявилися невдалими. Протягом 1465—1466 років казахи відбили спроби Юнус-хана знову встановити над ними владу.
Після смерті свого небожа Дост Мухаммед-хана в 1468 році він зайняв Аксу, але був визнаний верховним ханом Могулістану лише у 1469 році після перемоги над Кебек-Султаном. Втім вже у 1472 році зазнав поразки від ойратів й вимушений був тікати до річки Сирдар'я, де зупинився в області Кара-Тукай. за цим рушив до Шашу, де нам намір отаборитися й зробити тут свою ставку. Невдоволені цим беки кочівників змовилися проти хана, якого було схоплено та ув'язнено. Але у 1473 році іншими беками звільнено. За цим він повернувся до Могулістану. Водночас починається боротьба за Турфанську оазу з ойратами та китайцями. У 1483 році загони Могулістану було вигнано з Турфану.
Водночас налагодив дружні стосунки з Тимуридами, за яких видав своїх трьох доньок. Взяв за правило зимували у містах Фергани. Невдовзі уклав оборонний союз з Омар-шейхом II, правителем Фергани, спрямований проти Султан-Ахмеда Мірзи, еміра Мавераннахра, У 1480—1481 роках Юнус-хана зазнав поразок від еміра дуглатів Абу Бакр бен Саніз-мірзи, який відвоював у нього споконвічну дуглатську територію Манглай-субе. Разом з тим Юнус-хан скористався у 1484—1485 роками боротьбою між Султан-Ахмед Мірзою та Омар-шейхом II, зайнявши без бою Сайрам і Шаш. Сила хана Могулістану настільки посилилася, що він фактично встановив зверхність над Омар-шейхом II.
Помер від паралічу. Поховано в Ташкенті в мавзолеї, збудованому між 1487 і 1512 роками. Сини Ахмед-Алак і Махмуд-хан розділили Могулістан.

## Родина
1. Дружина — Ісан-Даулат-бегім, донька еміра Мір-Хаджі Кунджі.
Діти:
- Міхр-Нігар-ханум
- Кутлуг-Нігар-ханум (1459—1505), дружина Омар-шейха II, мати падишаха Бабура.
- Хуб-Нігар-ханум, дружина Мухаммада Хуссейна, бека дуглатів

2. Дружина — Шах-бігум, донька Шах-Султана-Мухаммада Бадахші, еміра Бадахшана.
Діти:
- Ахмед-Алак, хан Східного Могулістану
- Махмуд-хан, хан західного Могулістану
- Султан-Нігар-ханум (д/н—1528), дружина: 1) Султан-Махмуда, еміра Бадахшана (сина Султан Абу-Саїда); 2) Адік-султана, володаря Казахського ханства